# Nematus microserratus
Nematus microserratus är en stekelart som först beskrevs av Lindqvist 1941.  Nematus microserratus ingår i släktet Nematus, och familjen bladsteklar. Arten är reproducerande i Sverige.